# Onthophagus ouratita
Onthophagus ouratita es una especie de insecto del género Onthophagus, familia Scarabaeidae, orden Coleoptera.

Fue descrita científicamente por Matthews en 1972.